# Zygmunt Brykalski

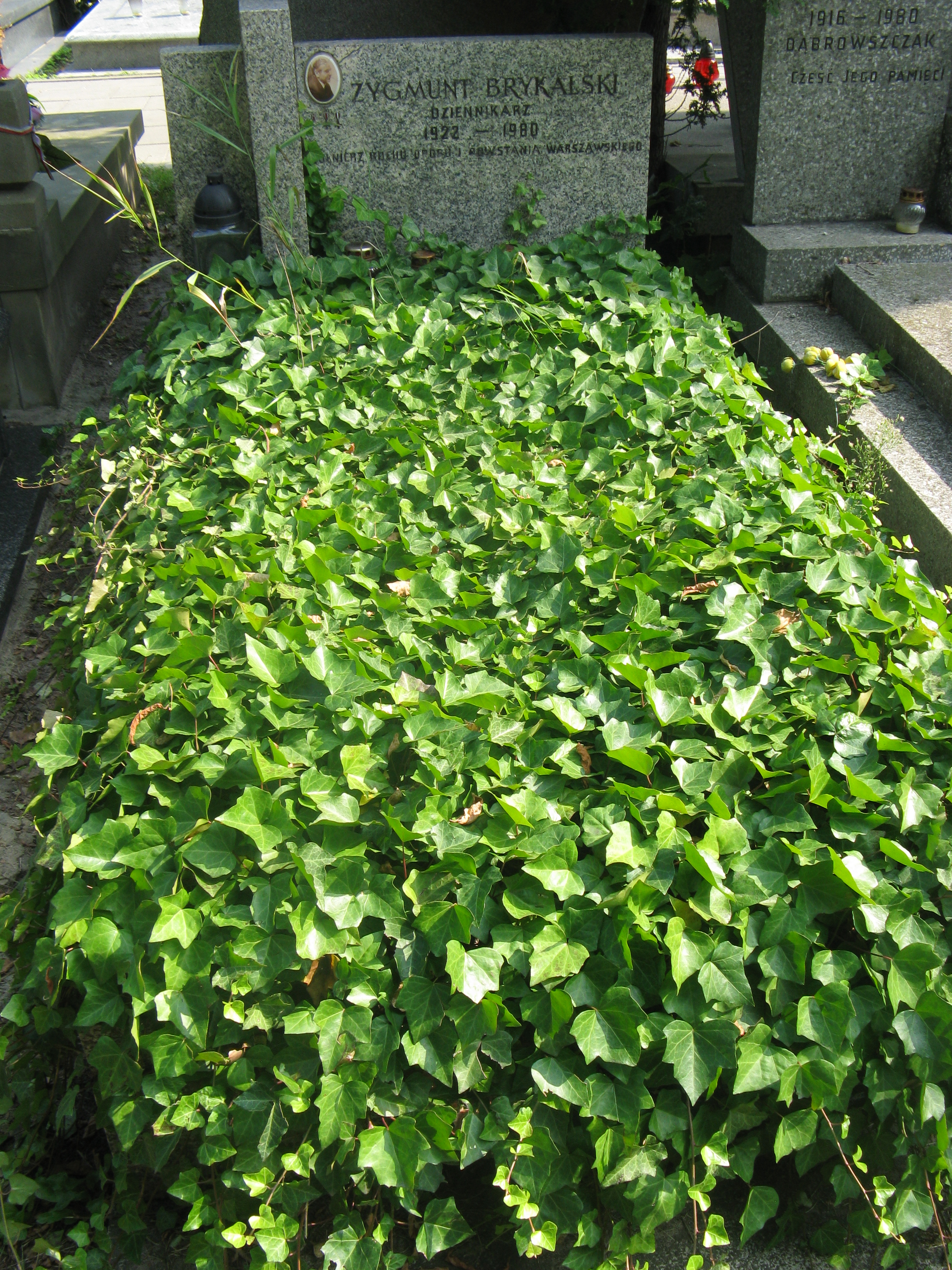
Grób Zygmunta Brykalskiego na cmentarzu Wojskowym na Powązkach

Zygmunt Brykalski (ur. 24 kwietnia 1922 w Warszawie, zm. 26 sierpnia 1980 tamże) – polski dziennikarz, powstaniec warszawski, członek podziemnych Stronnictwa Zrywu Narodowego, Kadry Polski Niepodległej, po wojnie działacz Stronnictwa Pracy i PPR.

## Życiorys
Urodził się w Warszawie, w rodzinie Ignacego, drobnego przedsiębiorcy, i Marii z Moczarskich. Klasę pierwszą ukończył w warszawskim I Gimnazjum Męskim, następnie uczył się w gimnazjum Korpusu Kadetów w Rawiczu, które ukończył w 1939.
W czasie kampanii wrześniowej zaciągnął się do kompanii ochotniczej Wojska Polskiego na Cytadeli, gdzie służył do czasu kapitulacji stolicy. W 1941 poprzez Józefa Kowalczyka nawiązał kontakt z podziemną Zadrugą i wstąpił do „Zrywu” przekształconego później w „Stronnictwo Zrywu Narodowego” oraz do „Kadry Polski Niepodległej”. Organizator środowiska młodzieżowego KPN, organizował m.in. spotkania u Kowalczyka. W tym okresie nawiązał kontakt z m.in. Tadeuszem Jędrzejewskim, Zygmuntem Felczakiem oraz Feliksem Widy-Wirskim. Pod rozkazami Widy-Wirskiego pełnił funkcję łącznika. W czasie powstania warszawskiego (ps. „Duży”, „Dąbrowski”) walczył na Ochocie, awansowany do stopnia podporucznika. Ranny przewieziony jako cywil do obozu w Pruszkowie a następnie do szpitala w Milanówku. Ukrywał się w prywatnym mieszkaniu na terenie Milanówka do stycznia 1945. Od lutego tego samego roku był sekretarzem Zygmunta Felczaka w Bydgoszczy.
Od 1945 do 1946 pracownik poznańskiego wojewody Feliksa Widy-Wirskiego. Pracownik dwutygodnika „Zryw”, nieoficjalnie grupującego środowisko zwolenników „Zadrugi” (1946–1947). Od lipca 1947 pracownik WUKPPiW na stanowisku cenzora. Członek Stronnictwa Pracy w latach 1945–1947 a od 1947 roku członek PPR. Studiował na Wydziale Prawno-Ekonomicznym UAM w Poznaniu, gdzie w 1949 roku otrzymał absolutorium. Po przeprowadzce do Warszawy pracował w GUKP jako cenzor, z pracy usunięty w 1950 roku za ukrycie działalności w Zadrudze, otrzymał pracę w Agencji Robotniczej. W 1953 roku zerwał ze środowiskiem Zadrugi. Następnie dziennikarz Życia Warszawy i organu Towarzystwa Przyjaźni Polsko-Radzieckiej miesięcznika „Przyjaźń”. 
4 grudnia 1948 ożenił się z Anną ks. Światopełk-Czetwertyńską h. Pogoń Ruska (ur. 1927). W 1951 urodził się ich syn Jarosław. 
Zmarł w Warszawie, pochowany na cmentarzu Wojskowym na Powązkach (kwatera D12-2-24).

## Ordery i odznaczenia
- Krzyż Oficerski Orderu Odrodzenia Polski (1979)
- Krzyż Kawalerski Orderu Odrodzenia Polski (1964)
- Krzyż Walecznych (1945)
- Złoty Krzyż Zasługi (1957)
- Srebrny Krzyż Zasługi (11 maja 1946)[6]
- Warszawski Krzyż Powstańczy (pośmiertnie, 1982)[7]
- Medal Zwycięstwa i Wolności 1945 (1946)
- Medal 10-lecia Polski Ludowej (11 stycznia 1955)[8]
- Odznaka Grunwaldzka (1946)

Źródło:.